# Tobias Schröter (Eiskunstläufer)

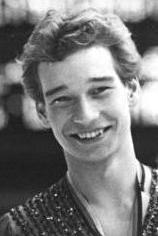
Tobias Schröter, 1985

Tobias Schröter (* 12. Mai 1964 in Dresden) ist ein deutscher früherer Eiskunstläufer.

## Biografie
Im Alter von drei Jahren begann Tobias Schröter beim damaligen Sportclub SC Einheit Dresden mit dem Eiskunstlaufen. Bis 1978 war er Einzelläufer. Mit 14 Jahren wechselte er zum Paarlauf. Mit seiner Partnerin Katharina Barta belegte er bei den Meisterschaften der DDR 1981 den zweiten Platz. 1983 wechselte er nach Berlin. Mit Babette Preußler nahm Tobias Schröter an den Olympischen Spielen 1984 in Sarajewo teil. Später startete er mit Katrin Kanitz. Bei den Europameisterschaften 1987 belegten beide den dritten Platz. Nach 1989 trat er mit Sabine Baeß, ehemalige Weltmeisterin mit Tassilo Thierbach bei den Sportpaaren, bei Schaulaufen auf, unter anderem im Friedrichstadtpalast in Berlin. Tobias Schröter ist Facharzt für Diagnostische Radiologie. Er arbeitet in seiner MRT-Praxis in Potsdam.

## Erfolge/Ergebnisse

### Olympische Winterspiele
- 1984 – 11. Rang – Sarajewo (mit Babette Preußler)

### Eiskunstlauf-Weltmeisterschaft
- 1984 – 9. Rang – Ottawa (mit Babette Preußler)
- 1986 – 9. Rang – Genf (mit Katrin Kanitz)

### Eiskunstlauf-Europameisterschaft
- 1984 – 6. Rang – Budapest (mit Babette Preußler)
- 1986 – 4. Rang – Kopenhagen (mit Katrin Kanitz)
- 1987 – 3. Rang – Sarajewo (mit Katrin Kanitz)

### DDR-Meisterschaften

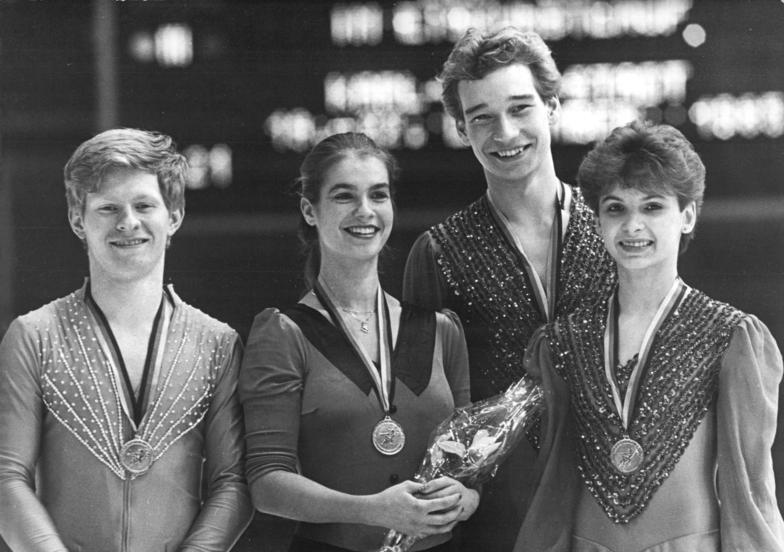
Die DDR-Meister 1985/1986 von links nach rechts: Falko Kirsten, Katarina Witt, Tobias Schröter, Katrin Kanitz

- 1981 – 2. Rang (mit Katharina Barta)
- 1984 – 3. Rang (mit Babette Preußler)
- 1986 – 1. Rang (mit Katrin Kanitz)
- 1987 – 1. Rang (mit Katrin Kanitz)

| Personendaten    | Personendaten            |
| ---------------- | ------------------------ |
| NAME             | Schröter, Tobias         |
| KURZBESCHREIBUNG | deutscher Eiskunstläufer |
| GEBURTSDATUM     | 12. Mai 1964             |
| GEBURTSORT       | Dresden                  |